# ميرابيلو مونفيراتو
ميرابيلو مونفيراتو (بالإيطالية: Mirabello Monferrato)‏ هي بلدية في مقاطعة ألساندريا في إقليم بييمونتي في إيطاليا.

## السكان
في سنة 1861 بلغ عدد السكان 3٬012 نسمة، وتطور العدد ليصل في سنة 2011 لـ 1٬401 نسمة.
يظهر هذا المخطط البياني تطور النمو السكاني لـ ميرابيلو مونفيراتو